# Gli orsetti del cuore e i loro cugini
Gli orsetti del cuore e i loro cugini (Care Bears and Cousins) è una serie animata televisiva in computer grafica andata in onda in America sulla piattaforma Netflix dal 6 novembre 2015. In Italia è stato trasmesso su Frisbee dal 19 settembre al 4 ottobre 2016.

## Personaggi e doppiatori
| Personaggio                         | Doppiatore inglese    | Doppiatore italiano |
| ----------------------------------- | --------------------- | ------------------- |
| Tenerorso (Tenderheart Bear)        | David Lodge           | Diego Sabre         |
| Allegrorsa (Cheer Bear)             | Patty Mattson         | Graziella Porta     |
| Mattacchiorso (Funshine Bear)       | Michael Sinterniklaas | Renato Novara       |
| Brontolorso (Grumpy Bear)           | Doug Erholtz          | Mario Scarabelli    |
| Armoniorsa (Harmony Bear)           | Nayo Wallace          | Sabrina Bonfitto    |
| Generorsa (Share Bear)              | Stephanie Sheh        | Elisabetta Spinelli |
| Meravigliorsa (Wonderheart Bear)    | Michaela Dean         | Deborah Morese      |
| Cuordileone (Brave Heart Lion)      | Braeden Fox           | Pietro Ubaldi       |
| Cuor Radioso (Bright Heart Raccoon) | Ryan Wiesbrock        | Gianmarco Ceconi    |
| Fortecuore (Lotsa Heart Elephant)   | Olivia Hack           | Rosalba Bongiovanni |
| Ringraziorsa (Thanks-a-Lot Bear)    |                       | Serena Clerici      |

## Episodi

### Prima stagione
| n. | Titolo originale | Titolo italiano                | Prima TV originale | Prima TV Italia   |
| -- | ---------------- | ------------------------------ | ------------------ | ----------------- |
| 1  | Take Heart       | Arrivano i cugini              | 6 novembre 2015    | 19 settembre 2016 |
| 2  | Return to Tender | Un tenero ritorno a casa       | 6 novembre 2015    | 20 settembre 2016 |
| 3  | The Bright Stuff | Cuorbrillante grande inventore | 6 novembre 2015    | 21 settembre 2016 |
| 4  | The Share Shack  | Il caffetto                    | 6 novembre 2015    | 22 settembre 2016 |
| 5  | Belly Badgered   | Il simbolo dei cugini          | 6 novembre 2015    | 23 settembre 2016 |
| 6  | Wonder's Heart   | Il cuore delle meraviglie      | 6 novembre 2015    | 26 settembre 2016 |

### Seconda stagione
| n. | Titolo originale      | Titolo italiano            | Prima TV originale | Prima TV Italia   |
| -- | --------------------- | -------------------------- | ------------------ | ----------------- |
| 1  | BFFs                  | Amiche del cuore           | 5 febbraio 2016    | 27 settembre 2016 |
| 2  | Wishing Well          | Desiderio esaudito!        | 5 febbraio 2016    | 28 settembre 2016 |
| 3  | Awesomest Day Ever    | Una giornata straordinaria | 5 febbraio 2016    | 29 settembre 2016 |
| 4  | Share Air             | Leggera come l'aria        | 5 febbraio 2016    | 30 settembre 2016 |
| 5  | Nurture Is Her Nature | Il circolo della vittoria  | 5 febbraio 2016    | 3 ottobre 2016    |
| 6  | Beastly Bungalow      | Il bungalow di Bestialorsa | 5 febbraio 2016    | 4 ottobre 2016    |